# Карачаганак
Карачаганак — унікальне нафтогазоконденсатне родовище на заході Казахстану.

## Геологічна інформація та запаси
Масивний поклад карачаганакського родовища завтовшки до 1,7 км розміщується у рифовій структурі колишнього атолу. Колектори – вапняки та доломіти із середньою проникністю у газовій частині 80 мілідарсі, а у нафтовій 50 мілідарсі.
Поклад розміщується у підсольових відкладах нижньої пермі та карбону. Вершина покладу знаходиться на глибині 3460 метрів, газонафтовий контакт припадає на глибину 4950 метрів, а водонафтовий – на відмітку 5150 метрів. Ще глибше у відкладах середнього девону в інтервалі 5630 – 5754 метра виявлений нафтовий поклад, що дає підстави розраховувати на приріст запасів.   
Газ родовища містить значні обсяги шкідливих домішок – в середньому 3,7% сірководню та 5,1% діоксиду вуглецю (а також 0,7% азоту). Вміст метану зазвичай становить біля 75%, етану – 5,5%, пропану – від 2,4 до 2,6%.
Початкові видобувні запаси Карачаганаку оцінюються у 13,6 млрд барелів рідких вуглеводнів та 1,68 трлн м3 газу.

## Учасники проекту розробки
В радянські часи роботи на родовищі провадило виробниче об’єднання «Оренбурггазпром». 
Втім, менш ніж через десятиліття після початку розробки Карачаганаку СРСР розпався і казахська влада узялась за пошук інвесторів. В 1995-му підписали базову угоду про принципи розподіл продукції з британською British Gas та італійською Eni, а в 1997-му до останніх приєднались американська «Chevron» та російська «Лукойл», при цьому учасники отримали частки у 32,5%, 32,5%, 20% та 15% відповідно. Того ж року уклали остаточну угоду про розподіл продукції терміном на 40 років, яка вступила у дію з 1998-го.
Після певного тиску на учасників консорціуму, в 2011-му підписали угоду про продаж 10% участі казахській державній компанії «Казмунайгаз», при цьому за British Gas та ENI залишилось по 29,25%, за Chevron 18% та за «Лукойл»-м 13,5%.
Роботи на родовищі провадяться через компанію Karachaganak Petroleum Operating.

## Облаштування та розробка родовища
Розробка родовища, виявленого у 1979-му, почалась в 1984-му, при цьому газ та нестабільний конденсат передавались для остаточної підготовки на Оренбурзький газопереробний завод по трубопровідній системі Карачаганак – Оренбург. В 1986-му промисел вийшов на рівень видобутку у 5 млрд м3 газу та 3 млн тон конденсату.
З метою максимізації вилучення рідких вуглеводнів на Карачаганаку активно застосовується сайклінг-процес, що передбачає закачування «сухого» (після відокремлення конденсату) газу у пласт. За угодою з інвесторами на це має спрямовуватись не менш ніж 40% видобутого газу, при цьому фактичний показник може бути вищим, так, в 2014-му закачали 8,8 млрд м3 (48%), за перші 6 місяців 2022-го – 5,7 млрд м3 (54%), а за перші 6 місяців 2023-го – 6,3 млрд м3 (57%).
Облаштування родовища включає три установки комплексної підготовки газу (УКПГ):
- УКПГ-3, яка почала роботу в 1984-му як УКПГ-16. Неочищений газ з УКПГ-3 спрямовується на Оренбурзький ГПЗ, при цьому установка має річну потужність на рівні 5,85 млн тон конденсату та 6,3 млрд м3 газу; 
- запущена в 2003-му УКПГ-2, з якої неочищений від шкідливих домішок газ (а також неочищений газ, отриманий з КПК) спрямовується на зворотнє закачування. Цей процес обслуговують три компресори, які можуть доводити тиск до 55 МПа та працювати із вмістом сірководню у газі до 9%. Річна потужність УКПГ-2 визначена на рівні 6 млн тон конденсату та 6 млрд м3 газу; 
- введений в дію у 2004 році Крачаганакський переробний комплекс (КПК) з річною потужністю на рівні 7,7 млн тон стабільного конденсату, 4,5 млрд тон осушеного газу з високим вмістом сірководню (спрямовується через УКПГ-3 до Оренбургу або через УКПГ-2 на зворотнє закачування) та 1 млрд м3 підготованого товарного газу; 
Станом на кінець 2020-го загальний фонд свердловин родовища становив 467 одиниць, з яких діяло лише 133 – 114 видобувних та 19 для зворотного закачування газу у пласт.
Враховуючи значний вміст шкідливих домішок, карачаганакський газ не може використовуватись без попередньої переробки на ГПЗ. Як наслідок, обсяги видобутку стримуються можливостями Оренбурзького ГПЗ, обладнання якого було введене в експлуатацію ще в 1970-х роках. В той же час, проект будівництва власних газопереробних потужностей постійно відтерміновується, оскільки інвестори не задоволені встановленими у Казахстані низькими цінами на газ, а тому не бажають фінансувати газопереробний напрямок. В 2020-му на Оренбурзький ГПЗ було відправлено 8,9 млрд м3 газу, в 2022-му – 9,1 млрд м3.
Станом на 2020 рік з родовища видобули біля 1,85 млрд барелів рідких вуглеводнів та 0,22 трлн м3 газу, що становило відповідно 13,6% та 12,9% первісних видобувних запасів. В 2020-му видобуток рідких вуглеводнів склав 10,94 млн тон, в 2022-му – 10,13 млн тон.

## Транспортна інфраструктура
Постачений на Оренбурзький ГПЗ по системі Карачаганак – Оренбург газ після остаточної підготовки повертається до Казахстану (за виключенням частки, що йде в оплату послуг ГПЗ), для чого використовують трубопровідний коридор Союз/Оренбург – Новопсков, газопроводи Картали – Костанай та Бреди – Житікара, а також обмінні операції з узбецьким газом, що надходить на південь Казахстану по системі Бухарський газоносний регіон – Ташкент – Бішкек – Алмати та трубопроводу Газлі – Шимкент.
Наразі рідкі вуглеводні транспортуються з родовища по завершеному в 2002-му трубопроводу Карачаганак – Атирау, який надає доступ до нафтопроводів Каспійського трубопровідного консорціуму (перша партія карачаганакської продукції відвантажена з Новоросійська у 2004-му) та Атирау – Самара (з цією системою встановили сполучення у 2006-му). В 2020-му всього було експортовано 10,86 млн тон, з яких 10,51 млн тон через Каспійський трубопровідний консорціум і лише 0,34 млн тон через Атирау – Самара. Що стосується напрямку Карачаганак – Оренбург, прокачування по ньому нестабільного конденсату було припинене в 2018 році.
Підготований на самому Карачаганаку на товарний газ використовується для роботи технологічних установок родовища та забезпечення ТЕС Карачаганак, а також спрямовується споживачам Казахстану по трубопроводу Карачаганак – Орал.

## Експеримент «Ліра»
В 1983 – 1984 роках на Карачаганаку в межах експерименту «Ліра» провели шість підземних ядерних вибухів, метою яких було створення порожнин, що далі використовувались би як підземне сховище газу. Вибухи провадили на глибині біля 1 км в товщі соляних відкладів.
Утворене підземне сховище використовувалось до 1991 року, після чого було законсервоване.